# Наше серце (фільм)
«Наше серце» — радянський художній фільм режисера Олександра Столпера, знятий в 1946 році на кіностудії "Мосфільм". Вийшов на екран 16 квітня 1947 року.

## Сюжет
Про новаторство працівників радянської авіаційної промисловості в роки Великої Вітчизняної війни. Відважний льотчик-винищувач Саша Самохін воює на передовій і розробляє нову тактику ведення повітряного бою. У далекому від Москви місті на авіаційному заводі під керівництвом конструктора Казакова проєктується новий надшвидкісний літак. Коли в Москві дають дозвіл зібрати цей літак, на його випробування в тил прибуває винищувач-фронтовик Самохін, що став вже Героєм Радянського Союзу. Відрядження, що здавалося йому необов'язковим, виводить його зі звичайного стану впевненості. Але проект нового літака захоплює Самохіна і той включається в напружену роботу заводу.

## У ролях
- Михайло Кузнецов — Олександр Васильович Самохін, льотчик-винищувач
- Володимир Дружников — Сергій Митрофанович Казаков, авіаконструктор
- Ніна Зорська — Ольга Петрівна Корнєєва
- Вікторія Германова — Варвара Іванівна
- Юрій Любимов — Яків Лапшин, льотчик-винищувач, «повітряна тінь Самохіна»
- Андрій Петров — Андрій Гусенко, «Гусак», льотчик-винищувач
- Василь Зайчиков — Потапич, авіаконструктор
- Ніна Архипова — Катя, вчителька
- Олександр Ханов — Зуров, полковник
- Олексій Алексєєв — інженер  (в титрах не вказаний)
- Йосип Ваньков — радист  (в титрах не вказаний)
- Федір Іванов — радист  (в титрах не вказаний)
- Петро Савін — робочий  (в титрах не вказаний)
- Геннадій Юдін — німецький льотчик з ескадрильї «Зелений туз»  (в титрах не вказаний)
- Василь Галактіонов — перекладач  (в титрах не вказаний)
- Григорій Михайлов — епізод  (в титрах не вказаний)

## Знімальна група
- Сценарій — Євген Габрилович, Борис Галін, Микола Денисов
- Режисер-постановник — Олександр Столпер
- Оператор-постановник — Валентин Павлов за участю Сергія Уралова
- Художник-постановник — Йосип Шпінель
- Композитор — Микола Крюков
- Звукооператор — Володимир Богданкевич
- Художник по костюмах — С. Кривинський
- Другий режисер — Євген Зільберштейн
- Другий оператор — Леонід Крайненков
- Грим — Є. Бєлянська
- Звукооформлювач — Юрій Певзнер
- Монтаж — Анна Кульганек
- Комбіновані зйомки: 
 оператори — Микола Ренков, П. Маланичев 
 художники — Федір Красний, Людмила Александровська, Людмила Ряшенцева
- Директор картини — Макс Гершенгорін
- Військовий консультант — генерал-лейтенант Олексій Благовещенський
- Диригент — Григорій Гамбург (Оркестр міністерства кінематографії СРСР)